# Чеснава
Чеснава — река в России, протекает в Некоузском и Брейтовском районах Ярославской области. Длина реки составляет 37 км. Площадь водосборного бассейна — 256 км².

## Течение
Исток реки находится в Некоузском районе около деревни Завражье. Река течёт на север и северо-восток, в пределах Некоузского района по населённой местности через деревни: Маслово, Пустошка, Клыково, Дмитрихово, Григорово, Горки, Чеснава, Клабуково, Царево, Маурино, Кальтино.
После этого река принимает левый приток Корбуха. После Корбухи следуют деревни Долгарёво, Кашино, Батужино, Черемуха, Горки, Раменье, Матуково, Заручье. Далее характер берегов меняется река течёт по ненаселённому заболоченному лесу, уже в пределах Брейтовского района. При этом русло реки разделяется на несколько рукавов.
Примерно через 8 километров река принимает левый приток Изоха и выходит на открытую местность, протекает через деревни Никола и Горелово. Горелово стоит на мысу, огибается Чеснавой почти по кругу.
Здесь же справа в Чеснаву впадает Вая. Реку пересекает автодорога Шестихино-Брейтово, основная транспортная артерия Брейтовского района. Сразу за Гореловым река впадает в Рыбинское водохранилище, образуя длинный изогнутый залив, в этот залив впадает последний левый приток — речка Норица.

## Корбуха
Корбуха — левый приток Чеснавы, протекает в Некоузском районе. Исток около деревни Пушкино, течёт на восток по населённой местности через деревни Бельнево, Голбино, Манино, Никольское и Воскресенское. В селе Воскресенское имеется действующая двухэтажная церковь Воскресения Словущего.

## Норица
Норица — левый приток Чеснавы в Брейтовском районе. Огибает деревню Малый Липовец и впадает в Чеснаву у деревни Дмитрехово. Русло ручья канализировано.

## Данные водного реестра
По данным государственного водного реестра России относится к Верхневолжскому бассейновому округу, водохозяйственный участок реки — Рыбинское водохранилище до Рыбинского гидроузла и впадающие в него реки, без рек Молога, Суда и Шексна от истока до Шекснинского гидроузла, речной подбассейн реки — Реки бассейна Рыбинского водохранилища. Речной бассейн реки — (Верхняя) Волга до Куйбышевского водохранилища (без бассейна Оки).
Код объекта в государственном водном реестре — 08010200412110000004750.